# ناشر جاوي بصاق
الناشر الجاوي البصَّاق (الاسم العلمي: Naja sputatrix) هو نوع من الزواحف يتبع جنس الناشرات الحقيقية من فصيلة العرابيد.